# Dealul Bălăneşti
La colline de Bălănești (en roumain/moldave dealul Bălănești), aussi connue comme « sommet de Miron » (piscul lui Miron), est un relief de Moldavie et le point culminant de la République moldave. La colline de Bălănești culmine à 430 mètres dans le village de Bălănești, dans l'arrondissement de Nisporeni, à mi-distance entre les villes de Călărași et d'Ungheni, dans la région du Codru.

## Géographie

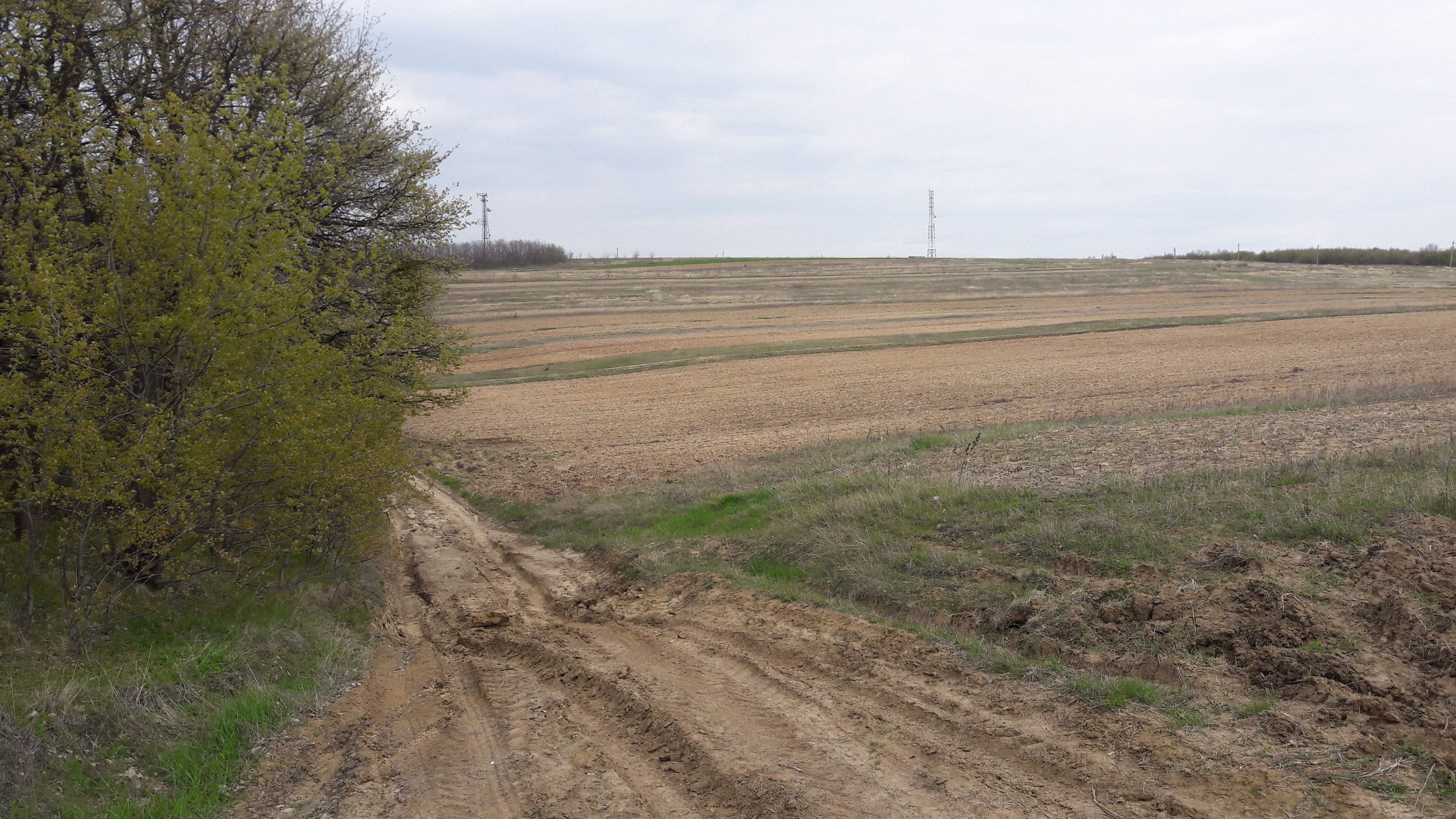
Chemin vers le sommet, vu depuis l'ouest.

La colline de Bălănești fait partie de l'alignement de collines de Cornești formant la ligne de partage des eaux des rivières Prout à l'ouest (frontière avec la Roumanie) et Dniestr à l'est (frontière avec l'Ukraine sur une partie de son cours). Le village de Căbăiești est situé cinq kilomètres à l'est de la colline de Bălănești.
Ses pentes sont couvertes de chênes et de charmes. Le sommet est quant à lui couvert de champs et de prairies. Deux antennes de communication — que l'on entre-aperçoit depuis le village — sont installées sur le replat sommital. À une dizaine de mètres de l'antenne la plus au nord, se trouve un léger monticule artificiel en terre, le point culminant à proprement parler.

## Ascension
L'ascension du point culminant représente en soi une balade majoritairement en forêt, avec une pente très faible tout au long du parcours. Le point de départ le plus simple est situé au niveau d'un vaste parking, surplombant le village de Bălănești et situé sur la commune de Milești. Une route forestière monte légèrement, il est alors nécessaire de garder le fil de « l'arête » par la droite jusqu'à atteindre la clairière d'où les antennes sont visibles. La route forestière atteint le sommet même. Depuis le parking, l'ascension nécessite entre 30 et 45 minutes de marche.